# Седжвик, Кэтрин
Кэтрин Мария Седжвик (англ. Catharine Maria Sedgwick; 28 декабря 1789, Стокбридж, Массачусетс — 31 июля 1867[…], Бостон) — американская писательница-романистка и детская писательница жанра который иногда называют «домашней фантастикой». Поскольку ее работы пользовались большим спросом, с 1820-х по 1850-е годы Седжвик зарабатывала на жизнь написанием рассказов для различных периодических печатных изданий. Став одной из самых известных писательниц своего времени, она писала работы в американских условиях и сочетала патриотизм с протестами против исторического пуританского угнетения женщин. Её темы способствовали созданию национальной литературы, усиленной её подробными необыкновенными описаниями природы. Седжвик создала энергичных героинь, которые не соответствовали стереотипному поведению женщин того времени; она в меру сил продвигала республиканское материнство.

## Биография
Кэтрин Седжвик родилась 28 декабря 1789 года в Стокбридже в американском штате Массачусетс.

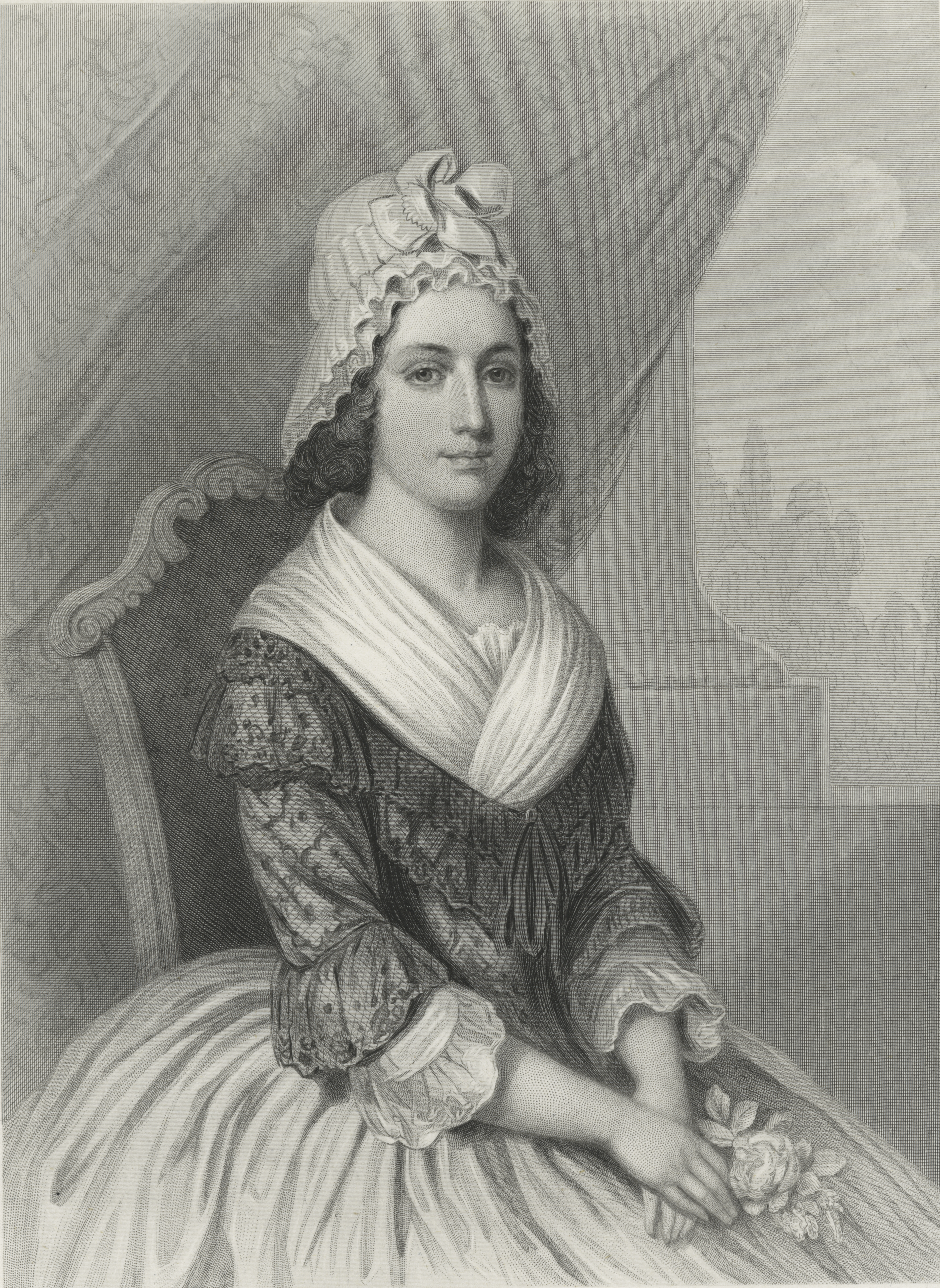
Памела Дуайт (мать)

Её матерью была Памела Дуайт (1752—1807) из семьи Дуайтов из Новой Англии, дочь генерала Джозефа Дуайта (1703—1765) и внучка Эфраима Уильямса, основателя Колледжа Уильямс. Ее отцом был Теодор Седжвик (1746—1813), преуспевающий юрист и успешный политик, который, в 1802 году был назначен судьей Верховного суда Массачусетса; это был его второй брак, первая жена Элизабет Мейсон умерла от болезни 12 апреля 1771 года на восьмом месяце беременности. С 1775 по 1791 год включительно, у Седжвиков родилось десять детей, трое из которых умерли в течение года после рождения; Кэтрин Мария была девятой по счёту.
Четыре брата Кэтрин Марии Седжвик получили юридическое образование: они, естественно, следовали профессии, в которой их отец, судья Седжвик, был выдающимся, и только один из них последовал за ним в политической карьере, в которой он так же отличился. Старший, Теодор, занимался юридической практикой в Олбани, штат Нью-Йорк, а затем работал в Палате представителей Массачусетса; Гарри и Роберт занимались юридической практикой в городе Нью-Йорке; Чарльз, самый младший, практиковался в Стокбридже. Ее таланты, по-видимому, с самого начала были справедливо оценены её братьями Генрихом и Теодором, чья братская поддержка была признана в предисловии к новому изданию её произведений в 1849 году.

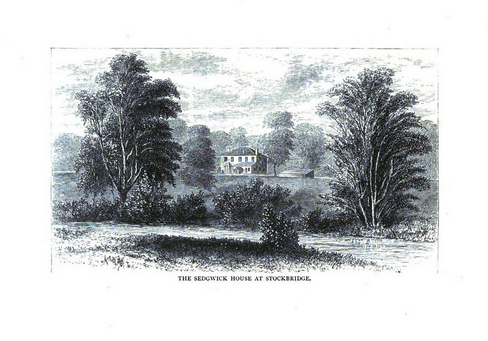
Дом Седжвиков в Стокбридже

В детстве о Кэтрин Седжвик заботилась, по большей части, Элизабет Фриман (она же Мамбет), бывшая чёрная рабыня, свободу которой Теодор Седжвик помог обрести, отстаивая ее дело в окружном суде в 1781 году. В своей автобиографии Седжвик несколько раз упоминает Э. Фриман и размышляет о влиянии этой женщины на своё мировосприятие. Целостность и гордость, которыми обладала Мамбет в отношении её собственного личного интеллекта и понимания мира, могут быть отражены в восхищении писательницы этой женщиной.

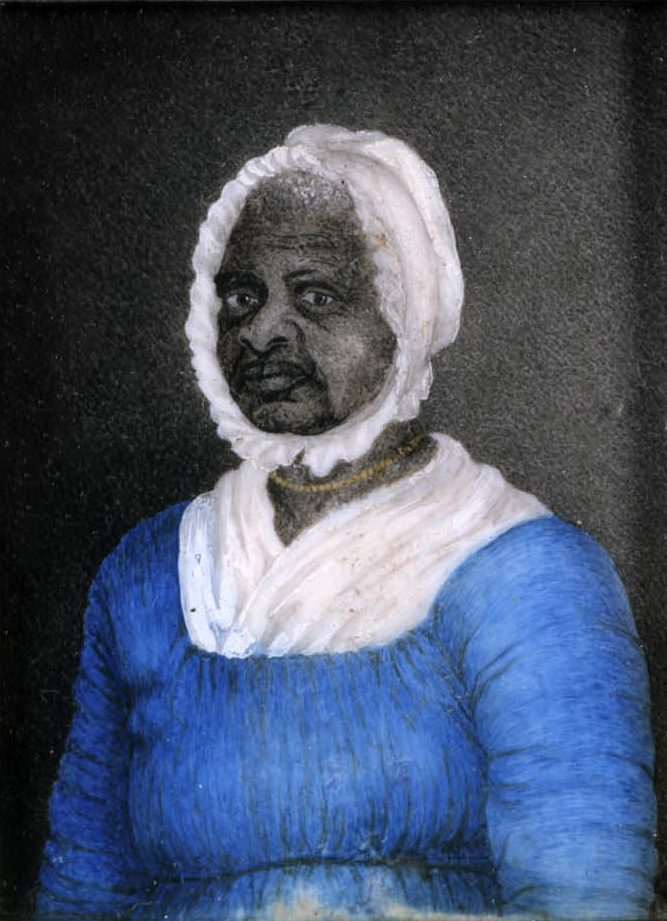
Фриман, Элизабет
(художник Сьюзан Энн Ридли Седжвик)

Когда К. М. Седжвик было семь или восемь лет, она провела лето под присмотром своей кузины Сабрины Парсонс в Беннингтоне, штат Вермонт, в доме преподобного мистера Свифта, мужа тёти Седжвик. Дома она посещала уездные школы, но никто не навязывал ей учебу и не замечал ее успеваемости. Чтение, правописание и география Дуайта были единственными предметами, которым обучали, в дополнение к первым четырём правилам арифметики. Во время своей первой зимы в Нью-Йорке, когда ей было 11 лет, она училась танцам у М. Лалье, и три раза в неделю к ней приезжал французский мастер. Примерно через два года она поступила в школу-интернат миссис Белл в Олбани, штат Нью-Йорк, на дневное отделение. В возрасте 15-ти лет ее отправили в школу-интернат мистера Пейна в Бостоне, чтобы завершить образование, и она пробыла там шесть месяцев. Одна из её одноклассниц, будущая детская писательница Сьюзан Энн Ридли Седжвик (урождённая Ливингстон; 1788—1867), позже, женившись на Теодоре Седжвике II (1780—1839), станет её невесткой и автором портрета акварелью на слоновой кости Элизабет Фриман (см. выше).

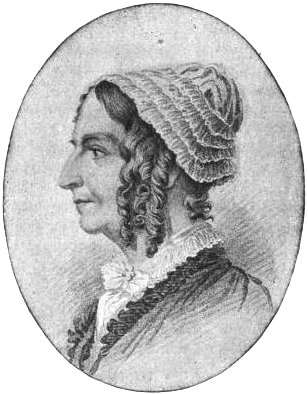
Кэтрин Седжвик

В молодости Седжвик руководила школой в Леноксе. Она перешла из кальвинизма в унитарианизм, что побудило ее написать брошюру, осуждающую религиозную нетерпимость. Это еще больше вдохновило её на написание ее первого романа «Сказка Новой Англии», а в 1824 году последовал «Редвуд». Он был сразу же встречен с такой степенью благосклонности, что имя автора на равных стало ассоциироваться с именем Джеймса Фенимора Купера, который был тогда на пике своей популярности; и действительно, во французском переводе книги, появившемся тогда, Купер указан на титульном листе как автор. Редвуд также был переведён на итальянский язык, помимо того, что был неоднократно переиздан в Англии.
Затем Седжвик занялась написанием произведения с несколько более скромной целью, чем «Редвуд», и в 1825 году были опубликованы «Путешественники», работа, якобы рассказывающая о путешествии двух очень молодых людей, брата и сестры, со своими родителями, к Ниагарскому водопаду и Северным озерам. На своем пути эти путешественники повсюду встречают какое-нибудь приключение или событие, которое делается источником развлечения и наставления. Это была первая книга Седжвика, предназначенная для молодежи, и публика приняла её с готовностью. Его успех побудил ее спустя годы написать серию произведений, предназначенных для юных читателей, которые тоже стали довольно популярными.

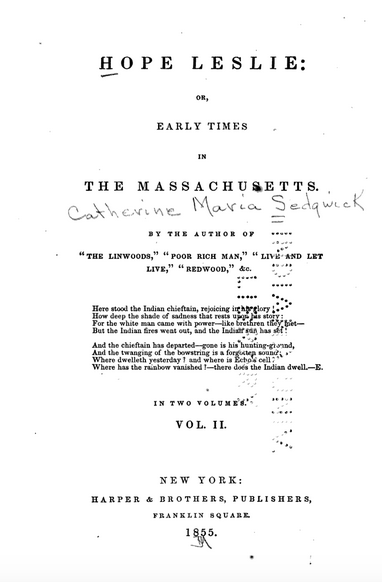
Hope Leslie

В 1827 году появился роман «Хоуп Лесли», главная героиня которого стала самой большой любимицей публики из всех романов Седжвик. Позже она написала и другие вещи, которые, по мнению некоторых критиков, превосходят либо «Редвуд», либо «Хоуп Лесли». Но этим более поздним произведениям пришлось пробиваться среди толпы конкурентов, как отечественных, так и зарубежных, а её ранние работы стояли особняком, и особенно Хоуп Лесли прочно ассоциировалась в общественном сознании с зарождающейся формой местной литературы. Роман не только читали с удовольствием, но и фамильярно цитировали, а также считали одним из источников национальной гордости. Последующие романы писательницы появлялись примерно через одинаковые промежутки времени.
Во всех своих произведениях Седжвик, стоя на христианской точке зрения, выступает борцом за бедных и угнетенных. Её «Means and ends» (1838) служил в своё время превосходным руководством для самообразования молодых женщин.
Кэтрин Мария Седжвик умерла 31 июля 1867 года в городе Бостоне и была похоронена в Массачусетсе на Sedgwick Pie.

### Новеллы
- A New-England Tale; Or Sketches of New-England Character and Manners (1822)
- Redwood: A Tale (1824)
- Hope Leslie; or, Early Times in the Massachusetts (1827)
- Clarence; or, A Tale of Our Own Times (1830)
- The Linwoods; or, «Sixty Years Since» in America (1835)
- Home (Boston, 1835)
- The Poor Rich Man, and the Rich Poor Man (New York, 1836)
- Live and Let Live; or, Domestic Service Illustrated (1837)[a]
- The Irish Girl, and Other Tales (1850)
- Married or Single? (1857).

### Произведения для детей
- The Travellers: A Tale Designed for Young People (1825)
- The Deformed Boy (1826)
- Stories for Young Persons (1840)
- The Boy of Mount Rhigi. «Do the Duty Nearest to You» (1848).

### Прочее
- Tales and Sketches (1835)[15]
- Letters from Abroad to Kindred at Home, in two volumes (1841)
- Tales and Sketches, Second Series (1844)
- Slavery in New England{{efn|In Bentley's Miscellany (1853), based on the experience of her governess and parents' housekeeper, African American ex-slave Elizabeth Freeman (Mum Bett)[16][17].

### Комментарии
1. ↑  See Richard Bushman, Refinement in America, 1992, pp. 276–79 for a discussion of Home, The Poor Rich Man, and the Rich Poor Man, and Live and Let Live